# Mahaut River (Rosalie Bay)
Mahaut River är ett vattendrag i Dominica.   Det ligger i parishen Saint David, i den södra delen av landet, 14 km öster om huvudstaden Roseau. Mahaut River ligger på ön Dominica.